# Annie Morton
Annie Morton (8 de octubre de 1970) es una modelo estadounidense. Ha aparecido en las portadas de Vogue Gran Bretaña, I.D., Marie Claire, entre otras. Ha sido fotografiada por Helmut Newton; Peter Lindbergh; Annie Leibovitz; Richard Avedon; Juergen Teller; Paul Jasmin, Mary Ellen Mark y Terry Richardson, y modelado para Donna Karan, Givenchy, Guerlain, Chanel, Harper's Bazaar, Sports Illustrated y Victoria's Secret. Como vegetariana, avoca por un estilo de vida orgánico y saludable. Fundó Tsi-La Organics, una compañía "verde" que crea y vende productos veganos, perfume orgánico y productos de belleza.